# Bismarck-Denkmal (München)

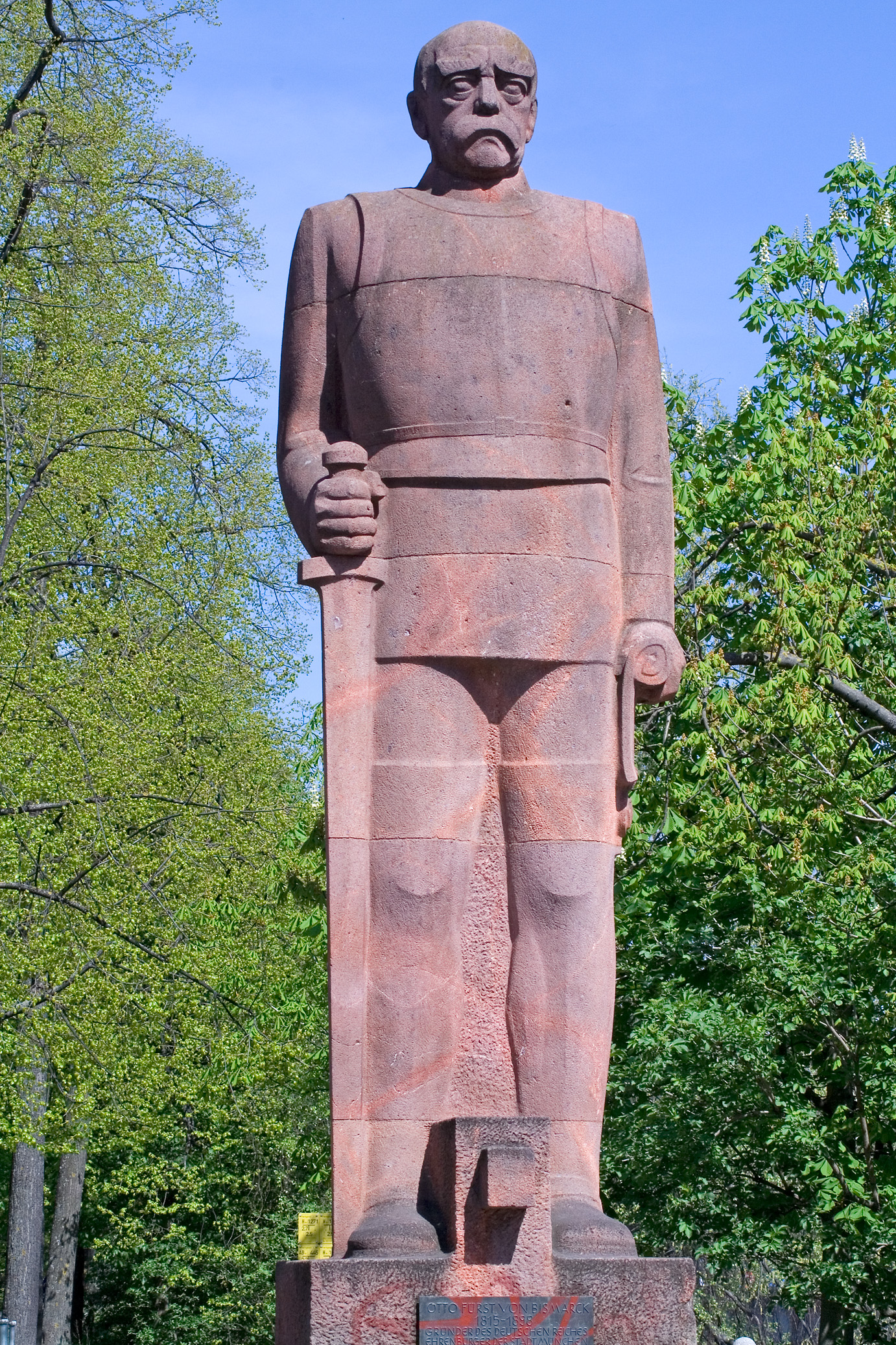
Die Bismarckstatue

Das Bismarck-Denkmal ist ein Monumentalstandbild in München, das in Erinnerung an den ehemaligen deutschen Reichskanzler Fürst Otto von Bismarck errichtet wurde. Geschaffen wurde es 1931 von dem dem Nationalsozialismus nahe stehenden Münchener Bildhauer Fritz Behn. Die Statue zeigt den Staatsmann in überlebensgroßer Darstellung. In der Rechten hält er ein zum Boden gerichtetes Schwert. Behn modellierte den Entwurf im zeitgenössischen, vom NS-Regime präferierten Monumentalstil. Ausgeführt wurde er in Rochlitzer Porphyr durch den Steinmetzmeister Rödl.

## Geschichte
Die Entstehung des Denkmals ist eng mit der Geschichte des Deutschen Museums verknüpft. Für die Ehrenhalle des Museums stiftete der Industrielle Paul Reusch eine Statue, die in der Tradition der reichsweiten, in Bayern aber weniger stark und verspätet einsetzenden Verehrung Bismarcks stehen sollte. Die Stiftung wurde zum Politikum. Museumsgründer Oskar von Miller verfocht stets die Haltung, sein Haus müsse unpolitisch bleiben, und verweigerte die Aufstellung des Denkmals.
Schließlich wurde die Statue am 11. September 1931 ohne jede Feier an der Eingangsseite des noch nicht fertiggestellten Kongresssaals des Deutschen Museums enthüllt. Der formlose Akt wurde in den Medien scharf kritisiert. Am Tag nach der Aufstellung legte der gestaltende Künstler Behn am Denkmal einen Lorbeerkranz mit Trauerflor und der Aufschrift In Trauer, in Scham nieder. Als die öffentliche Kritik am Standort des Denkmals nicht verstummte, wurde es 1934 weg von der Museumsinsel an seinen heutigen Standort am Isarkai (Erhardtstraße) nördlich der Boschbrücke versetzt.